# Пакс-дал-Панадес
Пакс-дал-Панаде́с (кат. Pacs del Penedès) - муніципалітет, розташований в Автономній області Каталонія, в Іспанії. Знаходиться у районі (кумарці) Ал-Панадес провінції Барселона, згідно з новою адміністративною реформою перебуватиме у складі Баґарії (округи) Барселона.

## Населення
Населення міста (у 2007 р.) становить 831 особа (з них менше 14 років - 15,5%, від 15 до 64 - 71,2%, понад 65 років - 13,2%). У 2006 р. народжуваність склала 9 осіб, смертність - 6 осіб, зареєстровано 3 шлюби. У 2001 р. активне населення становило 361 особа, з них безробітних - 18 осіб.

Серед осіб, які проживали на території міста у 2001 р., 537 народилися в Каталонії (з них 353 особи у тому самому районі, або кумарці), 150 осіб приїхало з інших областей Іспанії, а 17 осіб приїхало з-за кордону. 

Університетську освіту має 15,3% усього населення. 

У 2001 р. нараховувалося 230 домогосподарств (з них 13,9% складалися з однієї особи, 21,3% з двох осіб,25,7% з 3 осіб, 27% з 4 осіб, 9,1% з 5 осіб, 2,2% з 6 осіб, 0,9% з 7 осіб, 0% з 8 осіб і 0% з 9 і більше осіб).

Активне населення міста у 2001 р. працювало у таких сферах діяльності : у сільському господарстві - 6,4%, у промисловості - 28,3%, на будівництві - 11,4% і у сфері обслуговування - 53,9%. 

 У муніципалітеті або у власному районі (кумарці) працює 503 особи, поза районом - 265 осіб.

### Безробіття
У 2007 р. нараховувалося 25 безробітних (у 2006 р. - 23 безробітних), з них чоловіки становили 44%, а жінки - 56%.

## Економіка

### Підприємства міста

#### Промислові підприємства
| \| Промислові підприємства міста, за сферою діяльності \| Промислові підприємства міста, за сферою діяльності \| Промислові підприємства міста, за сферою діяльності \| \| Рік \| 2002 р. \| 2001 р. \| \| --------------------------------------------------- \| --------------------------------------------------- \| --------------------------------------------------- \| \| Енергетичні та водні ресурси \| 0% \| 0% \| \| Хімія та метали \| 5,6% \| 6,2% \| \| Переробка металів \| 33,3% \| 37,5% \| \| Продукти харчування \| 44,4% \| 43,8% \| \| Текстиль \| 5,6% \| 0% \| \| Виробництво меблів, видання \| 5,6% \| 6,2% \| \| Інше \| 5,6% \| 6,2% \| \| Усього підприємств \| 18 \| 16 \| |         |         |
| Промислові підприємства міста, за сферою діяльності |         |         |
| Рік | 2002 р. | 2001 р. |
| Енергетичні та водні ресурси | 0%      | 0%      |
| Хімія та метали | 5,6%    | 6,2%    |
| Переробка металів | 33,3%   | 37,5%   |
| Продукти харчування | 44,4%   | 43,8%   |
| Текстиль | 5,6%    | 0%      |
| Виробництво меблів, видання | 5,6%    | 6,2%    |
| Інше | 5,6%    | 6,2%    |
| Усього підприємств | 18      | 16      |

#### Роздрібна торгівля
| \| Підприємства роздрібної торгівлі міста, за сферою діяльності \| Підприємства роздрібної торгівлі міста, за сферою діяльності \| Підприємства роздрібної торгівлі міста, за сферою діяльності \| \| Рік \| 2002 р. \| 2001 р. \| \| ------------------------------------------------------------ \| ------------------------------------------------------------ \| ------------------------------------------------------------ \| \| Продукти харчування \| 16,7% \| 14,3% \| \| Одяг та взуття \| 0% \| 0% \| \| Товари для дому \| 0% \| 0% \| \| Книги та періодичні видання \| 0% \| 0% \| \| Промислова хімічна продукція \| 33,3% \| 42,9% \| \| Продукція, пов'язана з транспортними засобами \| 0% \| 0% \| \| Інше \| 50% \| 42,9% \| \| Усього підприємств \| 6 \| 7 \| |         |         |
| Підприємства роздрібної торгівлі міста, за сферою діяльності |         |         |
| Рік | 2002 р. | 2001 р. |
| Продукти харчування | 16,7%   | 14,3%   |
| Одяг та взуття | 0%      | 0%      |
| Товари для дому | 0%      | 0%      |
| Книги та періодичні видання | 0%      | 0%      |
| Промислова хімічна продукція | 33,3%   | 42,9%   |
| Продукція, пов'язана з транспортними засобами | 0%      | 0%      |
| Інше | 50%     | 42,9%   |
| Усього підприємств | 6       | 7       |

#### Сфера послуг
| \| Підприємства міста, що працюють у сфері послуг, за діяльністю \| Підприємства міста, що працюють у сфері послуг, за діяльністю \| Підприємства міста, що працюють у сфері послуг, за діяльністю \| \| Рік \| 2002 р. \| 2001 р. \| \| ------------------------------------------------------------- \| ------------------------------------------------------------- \| ------------------------------------------------------------- \| \| Гуртова торгівля \| 14,8% \| 17,4% \| \| Готелі та готельний бізнес \| 14,8% \| 13% \| \| Транспорт та зв'язок \| 29,6% \| 21,7% \| \| Посередницькі фінансові послуги \| 0% \| 0% \| \| Послуги підприємствам \| 11,1% \| 13% \| \| Послуги фізичним особам \| 18,5% \| 21,7% \| \| Нерухомість та ін. \| 11,1% \| 13% \| \| Усього підприємств \| 27 \| 23 \| |         |         |
| Підприємства міста, що працюють у сфері послуг, за діяльністю |         |         |
| Рік | 2002 р. | 2001 р. |
| Гуртова торгівля | 14,8%   | 17,4%   |
| Готелі та готельний бізнес | 14,8%   | 13%     |
| Транспорт та зв'язок | 29,6%   | 21,7%   |
| Посередницькі фінансові послуги | 0%      | 0%      |
| Послуги підприємствам | 11,1%   | 13%     |
| Послуги фізичним особам | 18,5%   | 21,7%   |
| Нерухомість та ін. | 11,1%   | 13%     |
| Усього підприємств | 27      | 23      |

## Житловий фонд
У 2001 р. 4,8% усіх родин (домогосподарств) мали житло метражем до 59 м2, 13,9% - від 60 до 89 м2, 23,9% - від 90 до 119 м2 і
57,4% - понад 120 м2.

З усіх будівель у 2001 р. 20% було одноповерховими, 79,6% - двоповерховими, 0,4
% - триповерховими, 0% - чотириповерховими, 0% - п'ятиповерховими, 0% - шестиповерховими,
0% - семиповерховими, 0% - з вісьмома та більше поверхами.

## Автопарк
| \| Автомобілі, зареєстровані у місті, за призначенням \| Автомобілі, зареєстровані у місті, за призначенням \| Автомобілі, зареєстровані у місті, за призначенням \| \| Рік \| 2006 р. \| 2005 р. \| \| -------------------------------------------------- \| -------------------------------------------------- \| -------------------------------------------------- \| \| Приватні автомобілі \| 55,9% \| 57,6% \| \| Мотоцикли \| 11,8% \| 10,3% \| \| Вантажівки \| 21,1% \| 22,4% \| \| Трактори \| 2% \| 1,7% \| \| Автобуси та ін. \| 9,2% \| 7,9% \| \| Усього автомобілів \| 834 шт. \| 812 шт. \| |         |         |
| Автомобілі, зареєстровані у місті, за призначенням |         |         |
| Рік | 2006 р. | 2005 р. |
| Приватні автомобілі | 55,9%   | 57,6%   |
| Мотоцикли | 11,8%   | 10,3%   |
| Вантажівки | 21,1%   | 22,4%   |
| Трактори | 2%      | 1,7%    |
| Автобуси та ін. | 9,2%    | 7,9%    |
| Усього автомобілів | 834 шт. | 812 шт. |

## Вживання каталанської мови
У 2001 р. каталанську мову у місті розуміли 97,8% усього населення (у 1996 р. - 93,4%), вміли говорити нею 85,3% (у 1996 р. - 
81,8%), вміли читати 84,4% (у 1996 р. - 77,3%), вміли писати 59,6
% (у 1996 р. - 50,1%). Не розуміли каталанської мови 2,2%.

## Політичні уподобання
У виборах до Парламенту Каталонії у 2006 р. взяло участь 445 осіб (у 2003 р. - 445 осіб). Голоси за політичні сили розподілилися таким чином:
| \| Вибори до Парламенту Каталонії \| Вибори до Парламенту Каталонії \| Вибори до Парламенту Каталонії \| \| Рік \| 2006 р. \| 2003 р. \| \| -------------------------------------- \| ------------------------------ \| ------------------------------ \| \| Конвергенція та Єднання (CiU) \| 47,6% \| 46,3% \| \| Соціалістична партія Каталонії (PSC) \| 24,5% \| 23,6% \| \| Народна партія (PP) \| 5,8% \| 9% \| \| Ініціатива за зелену Каталонію (IC) \| 8,5% \| 6,5% \| \| Республіканська лівиця Каталонії (ERC) \| 9,7% \| 14,2% \| \| Громадянська партія (C's) \| 3,4% \| 0% \| \| Інші \| 0,4% \| 0,4% \| |         |         |
| Вибори до Парламенту Каталонії |         |         |
| Рік | 2006 р. | 2003 р. |
| Конвергенція та Єднання (CiU) | 47,6%   | 46,3%   |
| Соціалістична партія Каталонії (PSC) | 24,5%   | 23,6%   |
| Народна партія (PP) | 5,8%    | 9%      |
| Ініціатива за зелену Каталонію (IC) | 8,5%    | 6,5%    |
| Республіканська лівиця Каталонії (ERC) | 9,7%    | 14,2%   |
| Громадянська партія (C's) | 3,4%    | 0%      |
| Інші | 0,4%    | 0,4%    |

У муніципальних виборах у 2007 р. взяло участь 497 осіб (у 2003 р. - 457 осіб). Голоси за політичні сили розподілилися таким чином:
| \| Муніципальні вибори \| Муніципальні вибори \| Муніципальні вибори \| \| Рік \| 2007 р. \| 2003 р. \| \| -------------------------------------- \| ------------------- \| ------------------- \| \| Конвергенція та Єднання (CiU) \| 60,8% \| 64,8% \| \| Соціалістична партія Каталонії (PSC) \| 37,6% \| 35,2% \| \| Народна партія (PP) \| 1,6% \| 0% \| \| Ініціатива за зелену Каталонію (IC) \| 0% \| 0% \| \| Республіканська лівиця Каталонії (ERC) \| 0% \| 0% \| \| Громадянська партія (C's) \| 0% \| 0% \| \| Інші \| 0% \| 0% \| |         |         |
| Муніципальні вибори |         |         |
| Рік | 2007 р. | 2003 р. |
| Конвергенція та Єднання (CiU) | 60,8%   | 64,8%   |
| Соціалістична партія Каталонії (PSC) | 37,6%   | 35,2%   |
| Народна партія (PP) | 1,6%    | 0%      |
| Ініціатива за зелену Каталонію (IC) | 0%      | 0%      |
| Республіканська лівиця Каталонії (ERC) | 0%      | 0%      |
| Громадянська партія (C's) | 0%      | 0%      |
| Інші | 0%      | 0%      |